# Kerntopf

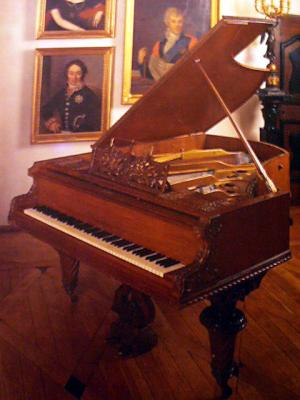
Fortepian Kerntopf i Syn z ok. 1928 roku

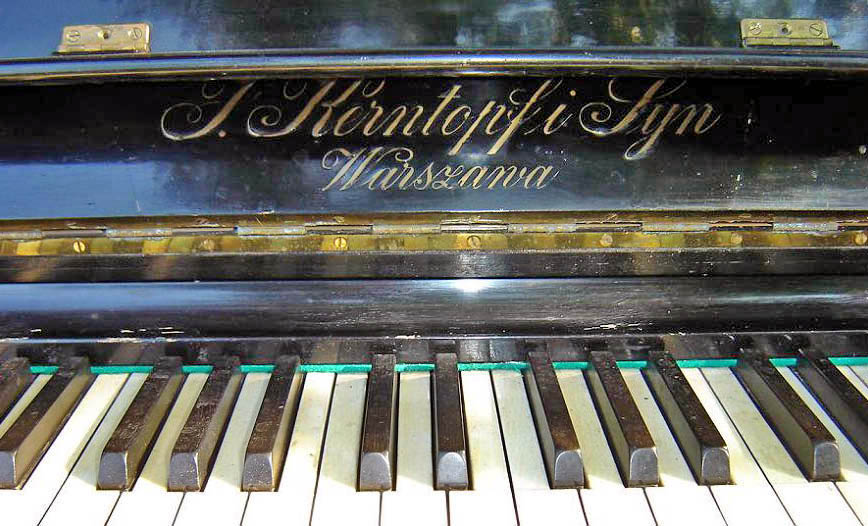
Pianino Kerntopf i Syn – firmowe logo

Fabryka fortepianów Jan Kerntopf – Kerntopf Jan, Kerntopf Jan i Syn, Kerntopf Jan i Syn Sp. tak sygnowane były instrumenty z wytwórni fortepianów i pianin działającej w Warszawie od przełomu 1839/40 do II wojny światowej przy ul. Elektoralnej, przy pl. Krasińskich 549a (1841–86), od 1886 przy ul. Miodowej 14 (pałac Chodkiewiczów), od 1909 – ul. Przemysłowej 31/33 (własny budynek) z kantorem i skł. ul. Miodowa 14, po wojnie skład ul. Kapucyńska 5, po 1922 ul. Szpitalna 9. Od 1892 do I wojny posiadała filię w Kijowie, ul. Kreszczatik 33. Założona przez Jana Kerntopfa, który po 1846 odkupił również od spadkobierców F. Buchholtza wyposażenie wytwórni i zapas materiałów. 1843 zbudował fortepian „systemu belgijskiego” według Ch.J. Saxa (przeprowadzenie strun na przemian wierzchem i środkiem mostka dla zneutralizowania nacisku na płytę rezonansową). Na wystawie warszawskiej 1857 eksponował ozdobny fortepian z mechaniką systemu francuskiego i podwójną ramą (za 700 rb.) zyskując uznanie. W tym okresie posiadał 6 warsztatów przy produkcji rocznej wartości 4.000 rb. (1/3 na eksport do Rosji). 1862 zbudował pierwsze w kraju pianino bez użycia importowanych półfabrykatów, a 1872 swój pierwszy fortepian koncertowy systemu amerykańskiego i odtąd zrezygnował całkowicie ze stosowania mechaniki wiedeńskiej. 1878 do firmy przystąpił z własnym wkładem finansowym najstarszy syn Edward. 1880 wytwórnia zatrudniała 30 osób przy produkcji 100 instrumentów rocznie (50% na eksport). 1881 do firmy przystąpił młodszy syn Henryk. W następnym okresie wytwórnia odnosiła wiele sukcesów, m.in. nagrody na wystawach:
– Moskwa 1882 – medal srebrny za fortepian systemu belgijskiego i pianino
– Warszawa 1885 – medal złoty za fortepian gabinetowy, dwa salonowe i koncertowy systemu amerykańskiego, oraz trzy pianina systemu amerykańskiego
– 1887 – dyplom uznania Muzeum Przemysłu i Rolnictwa w Warszawie
– Paryż 1889 – medal złoty (Grand Prix) za fortepian koncertowy i pianino (nagrodzono również kilku pracowników firmy o ponad 20-letnim stażu u Kerntopfa)
– Niżny Nowogród 1896 – medal złoty
– Kijów 1897 – medal złoty
– Genewa 1927 – Grand Prix (exp. intern. de la musique Geneve)
Wytwórnia uczestniczyła również w wystawach warszawskich 1881, 1888 (fortepian koncertowy systemu amerykańskiego z opancerzoną strojnicą i pianino fornirowane jaworem amerykańskim, z 3-ma pedałami – m.in. moderator), 1932/3 (m.in. fortepian w stylu Chippendale) i wystawie lwowskiej 1894 (na fortepianie Kerntopfa koncertował wówczas Ignacy Jan Paderewski). 1887 uzyskała tytuł dostawcy warszawskiego Instytutu Muzycznego. W tym czasie posiadała już tytuł dostawcy Aleksandryjsko-Maryjskiego Instytutu Wychowania Panien, a po 1900 również kijowskiego oddziału Cesarskiego Towarzystwa Muzycznego i Teatrów Rządowych Warszawskich. 1884 wytwórnia prowadzona po śmierci Jana (1883) przez Edwarda i Henryka, zatrudniała 12 osób przy produkcji rocznej wartości 13 000 rb., 1885 – 30 przy produkcji 100-200 instrumentów wartości 50–60 tys. rb., 1888 – 60 osób. 1892 do firmy przystąpił trzeci syn Jana – Józef. W tym okresie wytw. zatrudniała 44 osoby przy produkcji rocznej wartości 64 000 rb. (36 000 rb. – fortepiany, 28 000 rb. pianina). Po śmierci Edwarda (1901) fabrykę wyposażono w silnik parowy. 1903 zatrudniała 28 osób, 1906–13 – 30–60 osób. Od 1909 mieściła się w nowym budynku fabrycznym (ul. Przemysłowa, dawna fabr. J. Małeckiego), wyposażona m.in. w silnik gazowy 7 KM, strugarkę, 2 piły taśmowe, piłę tarczową i wiertarkę. 1912 budowano fortepiany z mechanikami Schwandera i systemem alikwotowym (wykorzystanie martwych części strun).
W czasie I wojny światowej zatrudnienie spadło do 4 osób (przy jednoczesnym skróceniu czasu pracy), produkcja do 20%. Po śmierci Henryka (1914) wytwórnia z niewielkim powodzeniem (kryzys powojenny), prowadził Józef. Po jego śmierci (1922) spadkobiercy wraz z Bankiem Polskim utworzyli spółkę akcyjną. Wkrótce jednym z akcjonariuszy, dyrektorem zarządu i fabryki, a w końcu właścicielem (od ok. 1926) został Aleksander Granke, który prowadził zakład do II wojny światowej.
Rozpoczął numerację instrumentów od 6000. 1926 wytwórnia zatrudniała 30 osób przy wyposażeniu w silnik 12 KM i produkcji 120 instrumentów rocznie; 1930 silnik 28 KM, 50 prac. i kapitał 150.000 zł; 1934 produkcja wartości 125 000 zł i kapitał 400 000 zł. 1935 zatrudnienie spadło do 9–14 osób, produkcja do 10 instrumentów przy zapasie z lat poprzednich 63 instrumentów – sprzedano 18 instrumentów; 1936 – 9 osób, produkcja 9, zapas 55, sprzedaż 13; 1937– 6 –14 osób, produkcja 5, zapas 53, sprzedano 27; 1938 – 9–24 osób, produkcja 6, zapas 34, sprzedaż 20. W tym ostatnim, kryzysowym okresie fabr. utrzymywała się m.in. z wypożyczania i remontów. Instrumenty Kerntopfa należały do najbardziej znanych i cenionych. Szczytowe powodzenie przypadło na 1880–1912. Koncertowali na nich m.in. H. Bauer, B.M. Domaniewski, A.N. Jesipowa, J. Hoffman, A. Kątski, H. Melcer, A. Michałowski, I.J. Paderewski, A. Reisenauer, P. Schlocer, A. Szumowska, R. Strobi, J. Śliwiński, J. Turczyński, J. Wieniawski, W. Wiślicki. Wytwórnia budowała również cenione instrumenty stylowe, m.in. w 1901 pianina w stylu zakopiańskim według projektów S. Witkiewicza i E. Kovatsa (jedno z nich zakupione przez kupców warszawskich dla cara Mikołaja II), 1902 stylowe fortepiany dla rezydencji carskich w Spalę (w latach międzywojennych instrument w warszawskich Łazienkach) i Skierniewicach. 1924 firma rozpisała konkurs na projekt pianina, wygrany przez Jana Szczepkowskiego i Edwarda Trojanowskiego. W fabryce konserwowano m.in. 1898 fortepian S. Moniuszki zbudowany na początku XIX w. przez Niecielskiego z Nowosiółek, 1903 harmonikę szkolną po J. Sikorskim. Liczne instrumenty Kerntopfa zachowały się do dziś w zbiorach prywatnych i muzealnych.
Fabryka działała jeszcze kilka lat po II wojnie, zachowały się egzemplarze z naniesionym rokiem produkcji 1947.

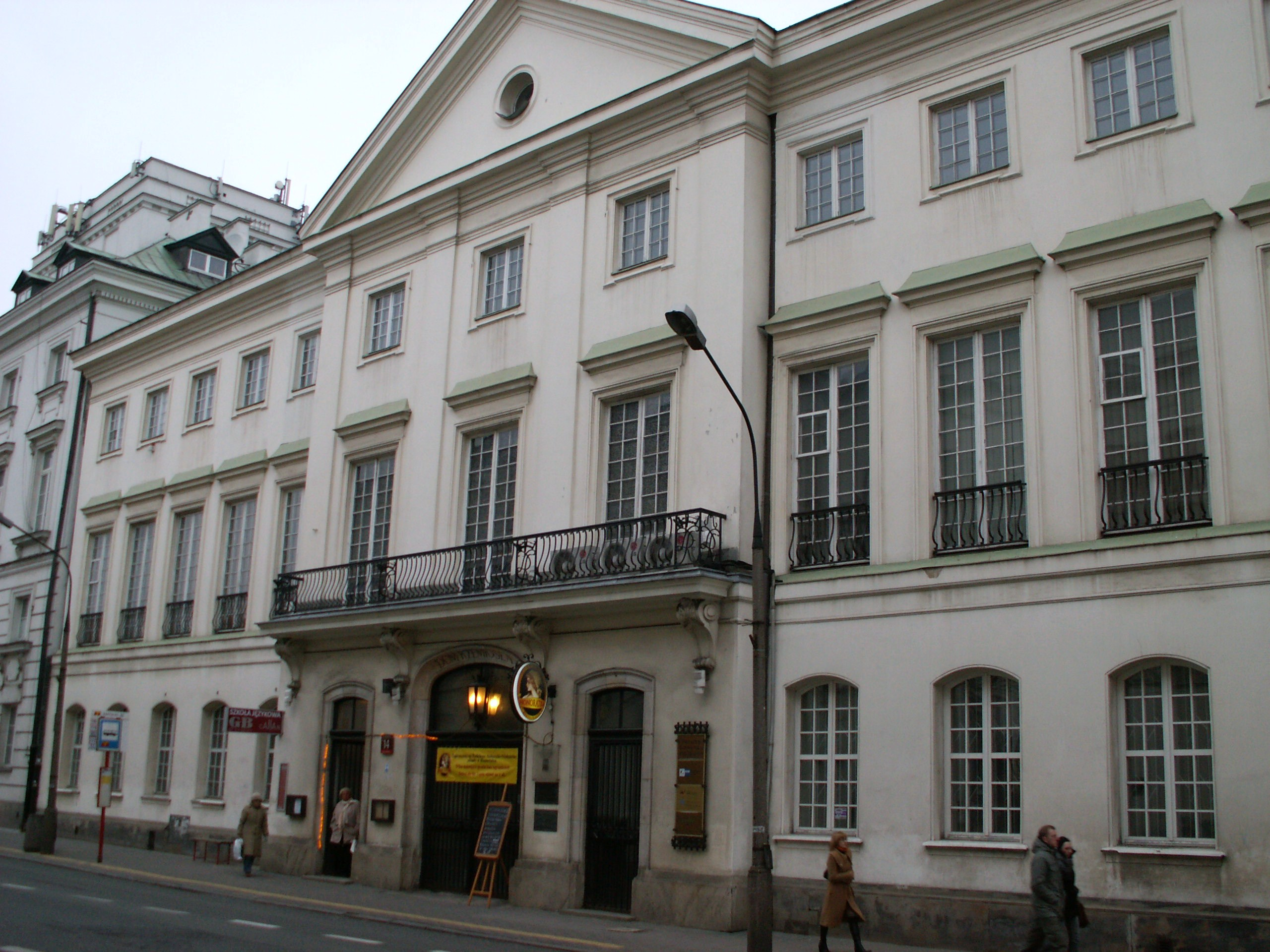
Pałac Chodkiewiczów w Warszawie (obecnie Miodowa 14), w którym w latach 1886-1909 mieściła się wytwórnia Kerntopfa

## Numery seryjne produkcji
ok. 1845 – 50 r. – 78
1865 r. – 694
1870 – 72 r. – 908 – 938
1875 – 80 r.– 1049
1886 r.– 1206
1890 r.– 1713
1898 r.– 2154
1900 r.– 2495
1901 r.– 2844
1902 r.– 2890
1904 r.– 3377
1905 – 6 r.– 3748 – 3787
1910 r. – 3838
1914 r. – 4121 – 4355
po 1922 r.– od 6000
1927 r.– 6117 – 6130
1928 r.– 6250
1929 r.– 6400
1930 r.– 6650
1931 r.– 6897
Na podstawie książki B. Vogla „Historia muzyki polskiej” tom X „Fortepian polski”